# Меня зовут Эрл
«Меня зовут Эрл» (англ. My Name Is Earl) — американский комедийный телевизионный сериал (ситком), в котором главный герой, Эрл Джей Хикки, рассказывает о попытках исправить ошибки, совершённые им ранее в жизни. Сериал был спродюсирован телекомпанией 20th Century Fox. Показ сериала начался 20 сентября 2005 года в сети кабельного телевидения TBS на канале NBC.  Был закрыт после 4 сезона.

## Сюжет
Жизнь Эрла, мелкого проходимца районного масштаба, полна ошибок и неправильных решений. Сразу после выигрыша джек-пота ($100 000) в моментальной лотерее его сбивает машина, и он теряет выигрышный билет. В больнице на него снисходит озарение: всё дело в карме и неприятности преследуют его потому, что он сам нескончаемый источник неприятностей для окружающих.
Герой решает круто изменить свою жизнь. Он хочет исправить всё неправильное, что сделал со времён своих причуд в начальной школе, когда изощрённо измывался над одноклассниками и тащил всё, что попадалось под руку. С этой целью он составляет подробный список своих разнокалиберных проказ и преисполняется решимости разыскать всех, кому он когда-либо сделал недоброе и компенсировать зло, чего бы это ему ни стоило.

## История создания
Грег Гарсиа, создатель телесериала, написал сценарий, основываясь на другой ситуационной комедии «Да, дорогой». Первоначально он отнёс сценарий в телекомпанию Fox, но там его попросили внести в него изменения. Тогда он предложил сценарий телекомпании NBC.
Джейсон Ли дважды отказывался от предложения главной роли в сериале, говоря, что не заинтересован работой на телевидении.
Премьера сериала состоялась 20 сентября 2005 года и притянула к экранам телевизоров 14,9 миллионов зрителей в Соединённых Штатах. В первом сезоне показали 22 серии, но зрители требовали продолжения, и показ был возобновлён во втором сезоне (2006—2007). Успех был настолько сильным, что появление третьего сезона было очевидным.
Первый эпизод третьего сезона был показан 27 сентября 2007 года. Позже, на 13 эпизоде, съёмки третьего сезона были прерваны из-за забастовки Гильдии Сценаристов, но 3 апреля, когда забастовка закончилась, производство возобновили. Дальнейшие девять серий были сняты и показаны в апреле всего за три недели. К тому же, всего в третьем сезоне было отснято 22 серии, вместо запланированных 25. Компания NBC пошла на такой шаг, потому что уже готовилась к съёмкам четвертого сезона.

## Продолжение и спин-оффы
Грег Гарсиа, создатель сериала заявил, что компания NBC колеблется по поводу 5 сезона. После долгих переговоров телесериал так и не удалось оживить, за это время Джейсон Ли начал работу в других проектах, а Итан Сапли заметно похудел и отказывался поправляться ради этой роли. После ещё одних переговоров, актеры ситкома согласились вернуться к ролям, если компания NBC повысит им гонорары в 1,5 раза, но канал отказался идти на это. После компания Fox просто создала другой проект для NBC, актеры сериала стали искать другие проекты в телевидении и кино, а Грег Гарсиа приступил к созданию другого ситкома.
В июне 2012 NBC окончательно закрыли проект, хотя Джейсон Ли, Итан Сапли, Джейми Прессли, Эдди Стиплз не против появиться в нескольких заключительных эпизодах сериала. Телеканал NBC заявил, что это вполне возможно при хороших обстоятельствах.
Также в июне Эдди Стиплз заявил, что он ведёт переговоры по поводу Спин-оффа сериала. Сюжет ситкома будет происходить до событий сериала «Меня зовут Эрл», Джейсон Ли рассказал, что он тоже ведёт переговоры по поводу появления в этом сериале в образе Эрла Хикки, но лишь эпизодически. Грег Гарсиа заявил, что если сериал появится, то транслироваться он будет не на NBC.

## Герои и актеры

### Главные герои
Эрл Иосафат Хикки (Джейсон Ли)
Главный герой и рассказчик сериала (рассказывает от своего имени). Эрла должны были назвать в честь отца — Карл (англ. Сarl), но так как у его отца был корявый почерк, то в свидетельстве о рождении записали Эрл (англ. Earl).
Рэндалл Дью «Рэнди» Хикки (Итан Сапли)
Младший брат Эрла. Полный, наивный и немного инфантильный, однако периодически демонстрирует различные способности и таланты. Вошёл в список плохих поступков Эрла. Помогает Эрлу в искуплении грехов. В течение 2-х сезонов был влюблён в Каталину.
Джой Тёрнер (Джейми Прессли) — в девичестве Дарвилль, по первому мужу Хикки.
Сексуальная и хамоватая бывшая жена Эрла. Теперь замужем за Крабовщиком Дарнеллом. Несколько раз пробовала убить Эрла, чтобы унаследовать все его деньги.
Дарнелл (Крабовщик) Тёрнер (Эдди Стиплз)
Текущий муж Джой. Работает в баре «Крабья хижина» (англ. Crab Shack). Его настоящее имя — Гарри Монро. Он окончил колледж в 14 лет, но скрывает правду о себе, поскольку является частью программы по защите свидетелей (причины этого раскрываются в 19 серии 4 сезона). Знает 7 языков, виртуозно играет на виолончели, может на ощупь распознать 54 сорта сыра (2 сезон 13 серия). Окончил школу с отличием (2 сезон 21 серия). Предпочитает, чтобы его называли Крабовщиком или Дарнеллом, но никак не Гарри. Держит любимую черепаху по имени Мистер Черепаха (англ. Mr. Turtle). Хорошо разбирается в сорте травы. Его назвали крабовщиком, из-за еды, которую подают в «Крабьей хижине».
Каталина Рана Арука (Надин Веласкес)
Латиноамериканская иммигрантка, которая работает горничной в гостинице, где живут Эрл и Рэнди. Подрабатывает стриптизёршей в ночном клубе «Чабби» (англ. Chubby). Впервые прибыла в США нелегально в деревянном ящике для обезьян. Объект симпатий Рэнди.
Мистер Черепаха
Любимый питомец Дарнела Тёрнера. Любит красный салат (1 сезон 12 серия). Этот вид черепах, по словам Дарнелла, живёт 150 лет. Родился в 1913 году, исповедует Иудаизм (4 сезон 14 серия)

### Второстепенные герои
- Карл Хикки (Бо Бриджес) — отец Эрла и Рэнди.
- Кай Хикки (Нэнси Ленехан) — мать Эрла и Рэнди.
- Додж Хикки (Луис Т. Мойле) — старший сын Джой.
- Эрл Хикки-младший (Трей Карлайл) — младший сын Джой.
- Кенни Джеймс (взрослый — Грегг Бинкли, ребёнок — Энди Пессоа) — в детстве жертва издевательств Эрла и гомосексуал.
- Ральф Мариано (Джованни Рибизи) — друг детства Эрла.
- Либерти Вашингтон (Тамала Джонс) — сводная сестра Джой.
- Патти (Дейл Дикки) — дневная проститутка.
- Диди (Трэйси Эштон) — одноногая девушка, у которой Эрл когда-то угнал машину.

### Приглашённые звезды
Пэрис Хилтон
Снялась в 15 серии 3 сезона «Я не умру с небольшой помощью от моих друзей. Часть 2». Играет саму себя, появится в одном из видений Эрла, переплетающихся с его реальной жизнью. Говорит только одну фразу «That’s hot!» («Отпад!»). Четыре раза.
Алисса Милано
Играет в нескольких эпизодах 3 сезона в роли Билли Каннингем, новой жены Эрла. Впервые они встретились, когда она приходит навестить своего приятеля Фрэнка. Свадьба произошла в 19 серии 3 сезона «Любовный восьмиугольник», развод — в заключительной, 22 серии 3 сезона, «Кэмденцы. Часть 2».
Майкл Рапапорт
Появился в 3 сезоне в обличии заключённого Фрэнка, становится другом Эрла.
Кристиан Слейтер
Появляется в 8 серии 2 сезона «Ограбил укуренного», где играет наркомана Вуди.
Стьюи Гриффин
Рисованный персонаж. Появляется в мини-эпизоде на DVD-версии 1 сезона. Наставляет Эрла на путь отмщения всем, кто когда-либо его обидел.
Бен Фостер
В 1 серии 3 сезона «Меня зовут заключённый 28301-016. Часть 1» сыграл психованного коллегу Эрла по заключению по имени Глен. В детстве Эрл подбил примерного бойскаута Глена забраться в окно соседского дома. В доме на Глена напали две собаки, его забрала полиция, ему дали срок за кражу со взломом и нападение на офицера полиции, после чего вся жизнь Глена пошла наперекосяк, а самое главное: он был всего в двух значках скаута от того, чтобы стать первым ребёнком в Кендане, которому дали «ленту гордости». Глен, естественно, находится в «списке Эрла». После попытки убийства Эрла Гленом (Я отрежу твоё лицо и надену его на безобразный шар! Я буду носить тебя, как куклу на моём кулаке, а потом вступлю в рукопашную с мужиком, сделанным из лезвий!) Эрл всё же помогает бывшему товарищу детства добыть два оставшихся значка, Глен получает свою «ленту гордости» и выходит на свободу другим человеком.
Джульетт Льюис
Появляется в 21 серии 1 сезона в роли добрачной подружки Эрла.
Бёрт Рейнольдс
Появляется в трёх эпизодах (2.2, 2.20, 4.27) в роли местного богача и эксцентричного человека по имени Чабби.
Шон Астин
Появляется в 22 серии 2 сезона в роли продавца бытовой техники (квакера) Рика.
Сет Грин
Появляется в 1 серии 4 сезона в роли Бадди, который всегда мечтал снять свой собственный фильм.
Адам Голдберг
Появляется в 15 серии 1 сезона (Something to Live For) в роли Файло, который хочет покончить жизнь самоубийством от безответной любви к Джой Тёрнер.
Участники реалити-шоу «Американский Чоппер» (American Chopper) (рус.)
Появляются в 16 серии 3 сезона в роли байкеров (возможно и самих себя) у которых Эрл и Рэнди украли мотоцикл. Так же в конце эпизода у одного из байкеров можно прочитать на джемпере Orange County Choppers.
Джейн Сеймур
Появляется в 9 серии 4 сезона в роли самой себя.
Джейсон Пристли
Появляется в 10 серии 4 сезона в роли кузена Эрла — Блейка. У Блейка была кратковременная интрижка с Джой.
Джонни Галэки
Появляется в 7 серии 1 сезона в роли гольфиста-фанатика Скотта.
Хлоя Морец
Появляется в 6 серии 1 сезона в роли девочки — метательницы ножей.
Дэнни Гловер
Появляется в 19 серии 4 сезона в роли сотрудника секретной службы. Он оказался отцом Дарнелла. Раньше они работали вместе, но затем Дарнелл ушел. Теперь Дарнеллу придется справиться с последним заданием, чтоб агентство прекратило охотиться за ним.
Аттикус Шаффер
Появляется в 20 серии 4 сезона в роли мальчика, которого засовывают в бочку в космической школе.
Дэвид Аркетт
Появляется в 5 серии 4 сезона в роли местного каскадёра Джони.

## Награды и номинации
| Награды   | Награды                         | Награды                                                    | Награды                                           |
| Год       | Премия                          | Категория                                                  | Лауреат                                           |
| --------- | ------------------------------- | ---------------------------------------------------------- | ------------------------------------------------- |
| 2006      | Эмми                            | Лучший режиссёр комедийного сериала                        | Марк Баклэнд за эпизод «Начало» (1 сезон 1 серия) |
| 2006      | Эмми                            | Лучший сценарий комедийного сериала                        | Грег Гарсиа за эпизод «Начало» (1 сезон 1 серия)  |
| 2007      | Эмми                            | Лучшая актриса второго плана в мини-сериале или кинофильме | Джейми Прессли                                    |
| Номинации |                                 |                                                            |                                                   |
| Год       | Премия                          | Категория                                                  | Номинант                                          |
| 2006      | Эмми                            | Лучшая актриса второго плана в мини-сериале или кинофильме | Джейми Прессли                                    |
| 2006      | Золотой глобус                  | Лучшая мужская роль на ТВ (комедия или мюзикл)             | Джейсон Ли                                        |
| 2006      | Золотой глобус                  | Лучший сериал (комедия или мюзикл)                         |                                                   |
| 2007      | Nickelodeon Kids' Choice Awards | Лучший актер                                               | Джейсон Ли                                        |
| 2007      | BAFTA                           | Международная телепередача года                            |                                                   |
| 2007      | Золотой глобус                  | Лучшая мужская роль на ТВ (комедия или мюзикл)             | Джейсон Ли                                        |
| 2008      | Золотой глобус                  | Лучшая актриса второго плана мини-сериала или фильма на ТВ | Джейми Прессли                                    |
| 2008      | BAFTA                           | Международная телепередача года                            |                                                   |
| 2008      | Выбор народа                    | Лучшая комедия на ТВ                                       |                                                   |

## Примечание
1. ↑  Fernsehserien.de (нем.)
2. ↑  My Name Is Earl. TVGuide.com. Архивировано 6 апреля 2008 года.
3. 1 2  phatInside Probe, Part 1. My Name Is Earl. Season 4. Episode 25. 30 апреля 2009. NBC.
4. ↑  People's Choice Awards Past Winners: 2008. Sycamore Productions. Архивировано из оригинала 12 мая 2008 года.